# La Poitevinière
La Poitevinière est une ancienne commune française située dans le département de Maine-et-Loire, en région Pays de la Loire, devenue le 15 décembre 2015 une commune déléguée au sein de la commune nouvelle de Beaupréau-en-Mauges.

## Géographie
La Poitevinière est une localité des Mauges située sur le Massif armoricain, avec un relief légèrement vallonné. Plusieurs cours d'eau la traverse dont le Rez Profond et le Rez d'Argent. On note également la présence de quelques moulins à eau (Deureux, Gontard...).
Localités limitrophes : Beaupréau (à l'ouest), Jallais (au sud et sud-est), Le Pin-en-Mauges (au nord) et Notre-Dame-des-Mauges (au nord-est).

## Toponymie et héraldique

### Héraldique
| Blason de Poitevinière (La) | Blason  | De sinople à la bande ondée d’argent chargée d’un fer de moulin de sable; au chef cousu de gueules chargé d’un cœur croiseté d’argent accosté de deux châteaux d’or ouverts, ajourés et maçonnés de sable. |
| Blason de Poitevinière (La) | Détails | Le statut officiel du blason reste à déterminer. |

## Histoire
Le 10 décembre 1793, les colonnes infernales tuent onze personnes de la commune au carrefour de Guinechien.
En 2014, un projet de fusion de l'ensemble des communes de l'intercommunalité se dessine. Le 2 juillet 2015, les conseils municipaux de l'ensemble des communes du territoire communautaire votent la création d'une commune nouvelle au 15 décembre 2015,

## Politique et administration

### Administration municipale

#### Administration actuelle
Depuis le 15 décembre 2015, La Poitevinière constitue une commune déléguée au sein de la commune nouvelle de Beaupréau-en-Mauges et dispose d'un maire délégué.
| Période                                  | Période  | Identité      | Étiquette | Qualité |
| ---------------------------------------- | -------- | ------------- | --------- | ------- |
| 15 décembre 2015                         | en cours | Régis Lebrun, |           |         |
| Les données manquantes sont à compléter. |          |               |           |         |

#### Administration ancienne
| Période                                  | Période                         | Identité                          | Étiquette | Qualité                                                  |
| ---------------------------------------- | ------------------------------- | --------------------------------- | --------- | -------------------------------------------------------- |
| 1791                                     | 1792                            | Pierre Courbet                    |           |                                                          |
|                                          | 18 ventôse an VII (8 mars 1799) | Agent national, Palussière        |           |                                                          |
| 19 ventôse an VII (9 mars 1799)          | ventôse an XIII                 | Agent national puis maire, Humeau |           |                                                          |
| 2 brumaire an XIII (24 octobre 1804)     |                                 | Augustin Jarry                    |           |                                                          |
| 5 octobre 1813                           |                                 | Albert Legouz du Plessis          |           |                                                          |
| 7 avril 1815                             |                                 | A. Jarry                          |           |                                                          |
| 12 juillet 1815                          |                                 | A. Legouz du Plessis              |           |                                                          |
| 18 décembre 1817                         |                                 | Pierre Soulard                    |           |                                                          |
| 29 octobre 1828                          |                                 | René Gallard                      |           |                                                          |
| 27 septembre 1830                        |                                 | Debelleau                         |           |                                                          |
| 1835                                     |                                 | Gourreau                          |           |                                                          |
| 1840                                     |                                 | Jacques Delahaye                  |           |                                                          |
| 1866                                     |                                 | Cholet                            |           |                                                          |
| 1871                                     |                                 | J. Delahaye                       |           |                                                          |
| Élu le 8 octobre 1876                    |                                 | O. Lebault                        |           |                                                          |
| 1878                                     |                                 | Le Bault de la Rochecantin        |           |                                                          |
| 1919                                     |                                 | Jacques Delahaye                  |           |                                                          |
| 1925                                     |                                 | Léon Ripoche                      |           |                                                          |
| 1945                                     |                                 | Ch. Lebault de la Morinière       |           |                                                          |
| 1953                                     |                                 | Joseph Rivereau                   |           |                                                          |
| 1959                                     | 1971                            | Émile Cherré                      |           | commerçant en bestiaux                                   |
| 1971                                     | 1989                            | René Humeau                       |           | entrepreneur en maçonnerie et chef de corps des pompiers |
| 1989                                     | 2001                            | Gustave Lebrun                    |           | agriculteur                                              |
| mars 2001                                | mars 2008                       | Régine Secher                     |           | institutrice et agricultrice                             |
| mars 2008                                | mars 2014                       | Norbert Humeau                    |           | entrepreneur maçonnerie et chef de corps des pompiers    |
| mars 2014                                | 14 décembre 2015                | Régis Lebrun                      |           |                                                          |
| Les données manquantes sont à compléter. |                                 |                                   |           |                                                          |

### Ancienne situation administrative
La commune était membre de la communauté de communes du Centre-Mauges, elle-même membre du syndicat mixte Pays des Mauges. La création de la commune nouvelle de Beaupréau-en-Mauges entraîne sa suppression à la date du 15 décembre 2015, avec transfert de ses compétences à la commune nouvelle.
La Poitevinière fait partie du canton de Beaupréau et de l'arrondissement de Cholet. La réforme territoriale du 26 février 2014 élargie le canton et la commune reste attachée à celui-ci.

## Population et société

### Évolution démographique
L'évolution du nombre d'habitants est connue à travers les recensements de la population effectués dans la commune depuis 1793. À partir du 1er janvier 2009, les populations légales des communes sont publiées annuellement dans le cadre d'un recensement qui repose désormais sur une collecte d'information annuelle, concernant successivement tous les territoires communaux au cours d'une période de cinq ans. 
Pour les communes de moins de 10 000 habitants, une enquête de recensement portant sur toute la population est réalisée tous les cinq ans, les populations légales des années intermédiaires étant quant à elles estimées par interpolation ou extrapolation. Pour la commune, le premier recensement exhaustif entrant dans le cadre du nouveau dispositif a été réalisé en 2005,.
En 2013, la commune comptait 1 074 habitants, en évolution de +5,09 % par rapport à 2008 (Maine-et-Loire : +3,3 %, France hors Mayotte : +2,49 %).
| 1793  | 1800 | 1806  | 1821  | 1831  | 1836  | 1841  | 1846  | 1851  |
| ----- | ---- | ----- | ----- | ----- | ----- | ----- | ----- | ----- |
| 1 190 | 954  | 1 047 | 1 273 | 1 226 | 1 360 | 1 384 | 1 457 | 1 463 |

| 1856  | 1861  | 1866  | 1872  | 1876  | 1881  | 1886  | 1891  | 1896  |
| ----- | ----- | ----- | ----- | ----- | ----- | ----- | ----- | ----- |
| 1 464 | 1 474 | 1 560 | 1 459 | 1 478 | 1 457 | 1 408 | 1 337 | 1 302 |

| 1901  | 1906  | 1911  | 1921  | 1926  | 1931  | 1936 | 1946 | 1954 |
| ----- | ----- | ----- | ----- | ----- | ----- | ---- | ---- | ---- |
| 1 265 | 1 255 | 1 171 | 1 047 | 1 047 | 1 037 | 955  | 934  | 953  |

| 1962  | 1968  | 1975  | 1982 | 1990 | 1999 | 2005 | 2010  | 2013  |
| ----- | ----- | ----- | ---- | ---- | ---- | ---- | ----- | ----- |
| 1 017 | 1 060 | 1 032 | 965  | 998  | 976  | 980  | 1 065 | 1 074 |

### Pyramide des âges
La population de la commune est relativement jeune. Le taux de personnes d'un âge supérieur à 60 ans (19,7 %) est en effet inférieur au taux national (21,8 %) et au taux départemental (21,4 %).
Contrairement aux répartitions nationale et départementale, la population masculine de la commune est supérieure à la population féminine (51,3 % contre 48,7 % au niveau national et 48,9 % au niveau départemental).
La répartition de la population de la commune par tranches d'âge est, en 2008, la suivante :
- 51,3 % d’hommes (0 à 14 ans = 23,1 %, 15 à 29 ans = 19,3 %, 30 à 44 ans = 22,1 %, 45 à 59 ans = 18,1 %, plus de 60 ans = 17,5 %) ;
- 48,7 % de femmes (0 à 14 ans = 20,3 %, 15 à 29 ans = 19,1 %, 30 à 44 ans = 18,4 %, 45 à 59 ans = 20,1 %, plus de 60 ans = 21,9 %).

| Hommes | Classe d’âge | Femmes |
| ------ | ------------ | ------ |
| 0,6    | 90 ans ou +  | 0,8    |
| 7,4    | 75 à 89 ans  | 9,4    |
| 9,5    | 60 à 74 ans  | 11,7   |
| 18,1   | 45 à 59 ans  | 20,1   |
| 22,1   | 30 à 44 ans  | 18,4   |
| 19,3   | 15 à 29 ans  | 19,1   |
| 23,1   | 0 à 14 ans   | 20,3   |

| Hommes | Classe d’âge | Femmes |
| ------ | ------------ | ------ |
| 0,4    | 90 ans ou +  | 1,1    |
| 6,3    | 75 à 89 ans  | 9,5    |
| 12,1   | 60 à 74 ans  | 13,1   |
| 20,0   | 45 à 59 ans  | 19,4   |
| 20,3   | 30 à 44 ans  | 19,3   |
| 20,2   | 15 à 29 ans  | 18,9   |
| 20,7   | 0 à 14 ans   | 18,7   |

## Économie
Sur 108 établissements présents sur la commune à fin 2010, 61 % relevaient du secteur de l'agriculture (pour une moyenne de 17 % sur le département), 7 % du secteur de l'industrie, 7 % du secteur de la construction, 23 % de celui du commerce et des services et 2 % du secteur de l'administration et de la santé.